# Трата при Велесовем
Трата при Велесовем (словен. Trata pri Velesovem) је насељено место у општини Церкље на Горењскем, Горењска регија, Словенија.

## Историја
До територијалне реорганизације у Словенији била је у саставу старе општине Крањ.

## Становништво
У попису становништва из 2011. године, Трата при Велесовем је имала 122 становника.
| Становништво према пописима | Становништво према пописима | Становништво према пописима |
| --------------------------- | --------------------------- | --------------------------- |
| 1991                        | 2002                        | 2011                        |
| 105                         | 92                          | 122                         |

Напомена: До 1953. исказивано под именом Трата.